# Etalides
Etalides (em grego:  Αἰθαλίδης) foi, segundo a mitologia grega, um dos argonautas. Era filho de Hermes e Eupolemeia, filha de Mirmidão.